# 回憶半分鐘
回憶半分鐘，是香港女歌手雲浩影於2024年推出的粵語單曲，由Gordon Flanders（王駿楊）作曲，陳詠謙填詞。歌詞主題是情侶分手多年後的偶遇與回憶。此歌囊括香港五台週榜冠軍，並在香港電台舉辦的第四十五屆十大中文金曲成為年度十大中文金曲之一。

## 創作與製作
回憶半分鐘是香港寰亞音樂旗下女歌手雲浩影2024年的首支單曲。由唱作歌手Gordon Flanders（本名：王駿楊）作曲，陳詠謙填詞，兩人均是首次與雲浩影合作；編曲及監製則由蘇道哲負責。歌曲時長3分47秒，以
拍的升F/降G大調創作，每分鐘124拍。
據雲浩影在專訪中透露，作曲者Gordon Flanders在2023年初已提供了為其度身訂造的旋律Demo，她隨即與監製蘇道哲以愛情中最悲傷的事情為方向，開始構思，定下了歌詞的故事大綱，至2023年末完成錄製。
歌詞描劃一對因現實因素而分手的情侶，多年後偶遇並勾起回憶的故事。此歌推出前，雲浩影剛在2023年末宣布與相戀九年的男朋友分手，當時傳媒時將此歌與分手一事相提並論。詞中提及只棲息於南極的企鵝與只棲息於北極的北極熊，除了比喻導致分手的現實因素，據雲浩影所說，亦源自構思故事時，她們覺得熱戀中的情侶會說出「去北極看企鵝」這樣充滿傻氣的戲言。
編曲的方向是簡單、以結他伴奏為主，最初以簡單的結他伴奏開始，隨後以鋼琴配合結他伴奏，結尾一段只餘具空靈感的鋼琴伴奏。

## 發行及其他版本
此歌於2024年1月16日起由寰亞音樂派至各電台及電視台，1月17日凌晨起在各音樂串流平台數碼發售。後被收錄於同年3月末發行的雲浩影第二張個人EP《INTRODUCTION to PAIN》。
同年3月中推出由作曲者Gordon Flanders客串合唱的「Aurora version」，此版本亦有派台及發售。

## 音樂影片
音樂影片於日本大阪取景拍攝，由麥曦茵執導，雲浩影與一位當地男演員演出，是雲浩影首次踏足日本。兩人演繹了歌詞中與前度偶遇，勾起回憶的故事。影片展現冬日氛圍，並多用慢鏡頭。影片於1月17日晚上首播。

## 派台榜單成績
| 週數 | 香港                         | 香港                          | 香港                  | 香港         | 香港                   |
| 週數 | 商業電台 叱咤903 903專業推介 | 香港電台第二台 中文歌曲龍虎榜 | 新城知訊台 勁爆流行榜 | TVB 勁歌金榜 | ViuTV Chill Club推介榜 |
| 週數 | 名次                         | 名次                          | 名次                  | 名次         | 名次                   |
| ---- | ---------------------------- | ----------------------------- | --------------------- | ------------ | ---------------------- |
| 4    | 6                            | -                             | -                     | -            | -                      |
| 5    | 4                            | 8                             | -                     | -            | -                      |
| 6    | 4                            | 3                             | 14                    | 16           | -                      |
| 7    | 10                           | 5                             | 3                     | 11           | -                      |
| 8    | 5                            | 4                             | 7                     | 10           | 9                      |
| 9    | 11                           | 1                             | 2                     | 7            | 7                      |
| 10   | 3                            | 9                             | 7                     | -            | 8                      |
| 11   | 6                            | 18                            | 1                     | -            | 5                      |
| 12   | 5                            | -                             | -                     | 14           | 1                      |
| 13   | 1                            | -                             | -                     | 13           | -                      |
| 14   | -                            | 18                            | -                     | 7            | -                      |
| 15   | -                            | -                             | -                     | 6            | -                      |
| 16   | -                            | -                             | -                     | 2            | -                      |
| 17   | -                            | -                             | -                     | 2            | -                      |
| 18   | -                            | -                             | -                     | 1            | -                      |

此歌2025年在《Billboard》香港歌曲榜上榜，截至2月8日一周，最高排名17位。

## 迴響
此歌在2024年3月至5月間囊括香港最主流的五台週榜冠軍，包括中文歌曲龍虎榜、903專業推介、新城勁爆流行榜、勁歌金榜、Chill Club推介榜，是2022年出道的雲浩影，繼出道首年以氣流一曲囊括四台冠軍（勁歌金榜以外）後，首次達成更難得的五台冠軍成就。
年度獎項方面，此歌在香港電台舉辦的第四十五屆十大中文金曲（2023/24年度）成為十大中文金曲之一，也是雲浩影首次奪得該獎。

### 樂評
樂評自媒體年粵日的樂評認為歌詞甚具畫面感，能讓聽眾腦海中呈現出各種冬日景象；作曲及編曲方面，他們形容「旋律在鋼琴和結他的映襯下，更顯寧靜柔和，有種淡淡的憂傷」；音樂影片亦表現了冬日的清冷感，慢鏡頭的運用使故事中的回憶片段細節放慢、放大，教人沉浸其中。閱流評的樂評則以「風那般的旋律」形容Gordon Flanders的創作。Hong Kong Singer Channel的編輯Andy指此歌一如雲浩影過往的作品，具清新、飄逸、離地的夢幻感。

## 獎項
- 第四十五屆十大中文金曲 - 十大中文金曲獎
- 2024年度叱咤樂壇流行榜頒獎典禮 - 專業推介．叱咤十大 第四位

## 備註
1. ↑  英文歌名見音樂影片。
2. ↑  按電台節目《叱咤樂壇》的專訪4:05-5:13[4]。換言之，填詞人陳詠謙依照歌手與監製先定好的故事大綱，創作歌詞。
3. ↑  另參考電台節目《叱咤樂壇》的專訪6:40-7:24[4]。
4. ↑  按電台節目《叱咤樂壇》的專訪8:03-8:28[4]。
5. ↑  Gordon Flanders在部分位置以原有歌詞或新作歌詞，與雲浩影進行二重唱。
6. ↑  配合步入冬季的背景設定，參考「懷疑就快落雪 就快換季 換走落葉」、「回憶的半分鐘 那個冬天 靜靜的相擁」等歌詞。